# Waterford
|  | Per a altres significats, vegeu «Waterford (desambiguació)». |

Waterford (Port Láirge en irlandès) és una ciutat d'Irlanda, a la regió de Munster, la cinquena ciutat d'Irlanda. Amb els seus 45.775 habitants és la ciutat més gran del Comtat de Waterford, però no forma part administrativament d'aquest comtat. La capital administrativa de la resta del comtat és Dungarvan.

## Història
És la ciutat més vella d'Irlanda, ja que fou fundada pels vikings el 914. El seu nom provenia del nòrdic antic Vedrarfjord (fiord ventós). El 1137, Diarmuid MacMorrough, rei de Leinster, fracassà en l'intent d'incorporar-la al reialme. Ho tornà a intentar el 1170 amb mercenaris normands dirigits per Richard de Clare, 2n comte de Pembroke (Strongbow); plegats setjaren i ocuparen Waterford després d'una defensa aferrissada. Això significaria l'entrada dels anglo-normands a Irlanda. El 1171, Enric II d'Anglaterra anà a Waterford. Waterford i Dublín foren declarades ciutats reials, mentre que Dublín fou declarada capital d'Irlanda.
Des de ben antic ha estat un dels ports més importants d'Irlanda, i des del segle xix un important centre industrial, sobretot del vidre.

## Ciutats agermanades
- Saint John's (Terranova i Labrador)
- Rochester (Nova York)
- Saint-Herblain (Sant-Ervlan) (Bretanya)